# Луси Хейл
Карън Лусил „Луси“ Хейл (на английски: Lucy Hale) (по известна като Луси Хейл) е американска актриса и певица, родена на 14 юни 1989 г. в Мемфис. По-известна в България е с ролята на Ария Монтгомъри в Малки сладки лъжкини.

## Биография
Луси взима уроци по пеене и актьорско майсторство до 9-годишна възраст. Явява се на прослушване за Америкън Айдъл през лятото на 2003 г. След шоуто тя се премества в Лос Анджелис заради кастинги за телевизионни и кино роли. Нейната кариера на актриса започва с участие в ТВ сериали като Дрейк и Джош, Ориндж Каунти, Как се запознах с майка ви и Магьосниците от Уейвърли Плейс.

## Филмография

### Филми
- The Sisterhood of the Traveling Pants(2005) – Effie Kaligaris
- American Family(2007)- Brittany Jane
- The Apostles(2008) – Rachel Rydell
- The Sisterhood of the Traveling Pants 2(2008) – Effie Kaligaris
- Fear Island(2009) – Megan
- Sorority Wars(2009) – Katie Parker
- A Cinderella Story: Once Upon A Song (2011)

### Сериали
- Ned's Declassified School Survival Guide (2005) – Amy Cassidy
- Secrets of a Small Town (2006) – Tisha Steele
- Drake & Josh (2006)- Hazel
- Ориндж Каунти (2006) – Hadley Hawthorn
- Как се запознах с майка ви (2007) – Katie Scherbatsky
- Bionic Woman (2007) – Becca Sommers
- Магьосниците от Уейвърли Плейс (2007 – 2008) – Миранда
- Privileged (2008 – 2009) – Роус Бейкър
- Ruby & The Rockits (2009) – Кристен
- Частна практика (2009) – Даниеле
- От местопрестъплението (2010) – Phoebe Nichols
- Малки сладки лъжкини (2010-2017) – Ария Монтгомъри
- Katy Keene (2020) – Кати Кийн
- Истина или предизвикателство

(2018)